# Gonorynchidae
Gonorynchidae (Zandvissen) zijn een familie van straalvinnige vissen uit de orde van zandvisachtigen (Gonorhynchiformes).

## Geslacht
- Gonorynchus Scopoli ex Gronow, 1777